# Поллард, Латоня
Латоня Поллард (англ. LaTaunya Pollard, в замужестве Романадзи, итал. Romanazzi; род. 26 июля 1960, Ист-Чикаго, Индиана) — американская баскетболистка, игравшая на позициях форварда и защитника. В годы выступлений за команду Университета штата Калифорния в Лонг-Биче — спортсменка года по версии федерации баскетбола США (1982), обладательница Приза имени Маргарет Уэйд (1983), в составе сборной США — вице-чемпионка мира 1983 года. Член Зала славы женского баскетбола (2001).

## Биография
Родилась в 1960 году в Ист-Чикаго. Окончила среднюю школу им. Рузвельта в родном городе, в 1977 и 1979 годах выиграв с её баскетбольной сборной школьный чемпионат штата Индиана. Во время выступлений за школьную сборную набирала в среднем 23 очка и 8 подборов за игру, включалась в символическую школьную сборную США. В первом финале чемпионата штата установила рекорд, набрав 36 очков. В 1979 году удостоена звания «Мисс баскетбол Индианы».
По окончании школы поступила в Университет штата Калифорния в Лонг-Биче. За четыре года выступлений за его баскетбольную сборную принесла команде 3001 очко — в среднем по 23,4 за игру, установила ряд рекордов вуза, в том числе по очкам за один матч (48). Трижды избиралась в символическую национальную любительскую сборную, в 1982 году была признана спортсменкой года по версии федерации баскетбола США, а в выпускной год была удостоена Приза имени Маргарет Уэйд лучшей студентке-баскетболистке. В этом году стала лучшим бомбардиром NCAA с 907 очками (29,3 за игру).
Одновременно с выступлениями за университет привлекалась к участию в национальной сборной США. В 1980 году попала в заявку сборной на Олимпийские игры в Москве, но из-за объявленного Соединёнными Штатами бойкота Олимпиады баскетболистки туда не поехали. В 1981 году с американской сборной стала вице-чемпионкой Универсиады в Бухаресте, а в 1983 году — серебряным призёром чемпионата мира в Бразилии, на последних минутах финала уступив два очка команде СССР. Через месяц после чемпионата мира прибыла со сборной США на Панамериканские игры в Венесуэле, но перед началом соревнований травмировала колено и вернулась в США. Вместе с другими звёздами американской сборной (Линетт Вудард, Шерил Миллер, Дениз Карри) Поллард считалась однозначным претендентом на участие в баскетбольном турнире Олимпиады-1984, но в апреле на тренировке усугубила травму правого колена и пропустила и эти Олимпийские игры.
По окончании университета спортивный директор профессионального триестского баскетбольного клуба Фульвио Восли пригласил Поллард выступать в Италии. С американкой был подписан контракт на большую для этого времени сумму в 30 тысяч долларов в год. В первый сезон в «Триесте» Поллард дошла с командой до полуфинала плей-офф, а на следующий год установила ряд новых рекордов клуба и лиги: в среднем за матч в сезоне 1984/1985, в котором в Италии были впервые введены трёхочковые броски, она набирала 39,5 очка и обновила державшийся 18 лет рекорд Личи Торизер, принеся команде за одну игру 57 очков. Этот последний рекорд, однако, продержался недолго и был дважды побит разными игроками в том же сезоне. Последней рекордсменкой стала Валери Стилл с 88 очками за игру. «Триесте» снова проиграл в полуфинале (74-75 в решающем матче серии против «Баты» из Витербо), и Поллард на некоторое время вернулась в США.
Вернулась в Италию в конце сезона 1986/1987 и первоначально играла за борющийся за выживание в высшем дивизионе клуб «Ланеросси Скио», где сменила травмированную Агнеш Немет. За три месяца выступлений за «Скио» набирала в среднем по 48 очков за матч. В игре против «ГЕАС Баскет», решавшей судьбу клуба в высшей лиге, Поллард набрала 72 очка, но «Скио» всё равно проиграли 100-101. 29 марта 1987 года клуб Поллард, уже потерявший шансы на выживание, встречался с ещё одной командой, покидавшей высший дивизион, — «Граньяно». За четыре минуты до конца встречи американка превзошла принадлежащий Стилл рекорд очков за отдельный матч и к её концу принесла «Скио» 99 очков (вся команда в общей сложности набрала 130 очков). В попытке достичь 100-очкового рубежа она за последнюю минуту игры сделала несколько неудачных бросков из-за трёхочковой линии.
Поллард продолжила выступления в Италии в составе «Анконы», однако ещё перед началом сезона 1987/1988 выяснилось, что она беременна. Американка пропустила практически весь сезон, который её новая команда, как и в предыдущие три года, закончила в четвертьфинале плей-офф; Поллард, вернувшаяся на площадку менее чем через три месяца после рождения дочери Кьяры, успела сыграть только в последнем матче, в котором принесла «Анконе» 17 очков. В сезоне 1988/1989 она приносила команде в среднем по 34 очка за игру и пробилась с ней в полуфинал плей-офф после победы над действующими чемпионками из «Виченцы». В полуфинальной серии против «Милана» Поллард снова травмировала колено и в решающем матче не смогла сыграть в полную силу. Она набрала только 13 очков, и «Анкона» уступила с общим счётом 62-63. Сезон 1989/1990 стал для Поллард последним в «Анконе». Она во второй раз подряд и в третий в общей сложности (после 1984/1985 и 1988/1989) стала лучшим бомбардиром лиги, но её клуб не смог повторить прошлогодний успех и завершил регулярный сезон на 10-м месте, не попав в плей-офф.
В последний сезон в профессиональной карьере, 1990/1991, Поллард играла за «Бари» и завершила его с наибольшим количеством подборов в лиге. Её клуб занял 6-е место в регулярном сезоне и пробился в полуфинал плей-офф, где проиграл будущим чемпионкам — «Коменсе», за которых играли Валери Стилл и одноклубница Поллард по «Анконе» Стефания Пассаро. В общей сложности за годы выступлений в Италии принесла своим командам 7092 очка.
По завершении игровой карьеры вернулась в США, где поселилась в Монтгомери (Техас). Работала тренером детских команд. В браке с Марио Романадзи родила троих детей — Кьяру, Эрику и Кевина. В 2001 году имя Латони Поллард включено в списки Зала славы женского баскетбола.